# 田黄石

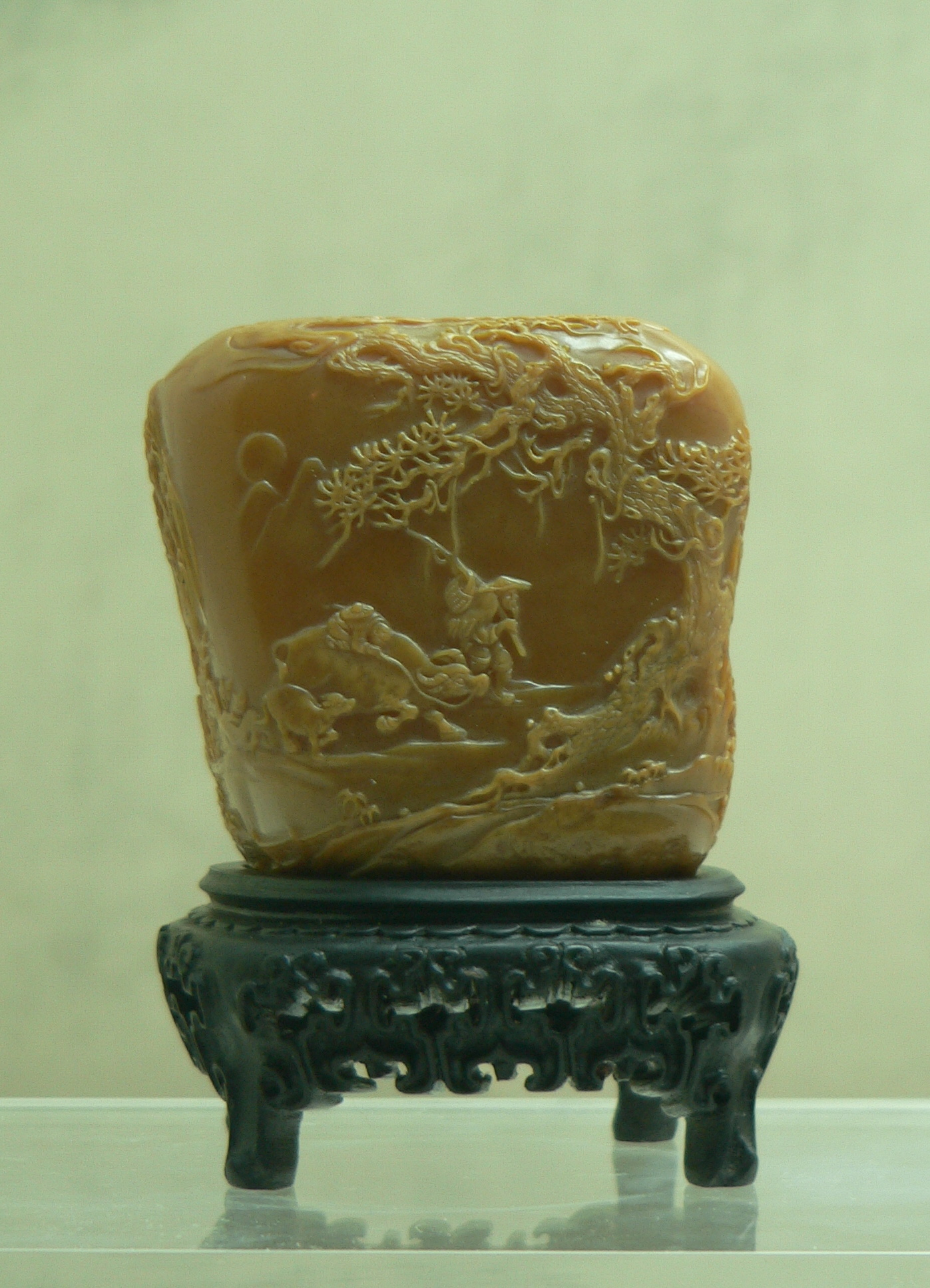
田黄石雕《春回大地》，作者郑世斌

田黄是主要成分是地开石，是制作印章的珍品石材，與其他產自寿山的石材，統稱為“壽山石”。从颜色上分，田黄主要分黄、白、紅、黑四色；黄的称“田黄”，白的称“白田”，紅的稱“紅田”，黑的稱“黑田”，黄白兼有者称“金裹银”。其中以田黄为贵，而黃色又分有黃金黃色、枇杷黃、桂花黃及熟栗黃等。
田黄石质较软，溫潤膩凝。田黄石一般都含有石花，这种石花近似糠萝卜状，以遍体有糠萝卜纹者尤其珍贵，除此之外，一般亦有石根石格以及帶有石皮。
田黄石主要产自中国福建省莆田市、福州市晋安区的寿山等地，而壽山集中在壽山溪和溪邊田地出產，在溪上游出產的稱“上板田”，中游產的稱“中板田”，下游產的稱“下板田”，再下是“唯下板田”。當中以“中板田”色泽最黄，“下板田”的冻田黄石質最佳。而大块的田黄石材极难得，价值也极高，是以每克來計算。此地有俗话称“天生瑰宝出闽中”。